# Sondergebiete (China)
Sondergebiete (chinesisch 特區 / 特区, Pinyin tèqū – „Sonderzone, Sonderregion“) sind chinesische Verwaltungseinheiten auf Kreisebene mit einem besonderen Status, d. h., es handelt sich bei ihnen nicht um kreisfreie Städte, Stadtbezirke, Kreise, Banner, Autonome Kreise oder Autonome Banner.
Im Jahr 2021 wurden in ganz China nur ein Sondergebiet und ein Waldgebiet offiziell in der nationalen Statistik als Verwaltungseinheit auf Kreisebene aufgeführt. Sieben weitere sind „halb-offiziell“, d. h., sie werden in den Statistiken der Bezirks- und Provinzebene als administrative Einheiten geführt. Die letztendliche Zuordnung ihres Status ist aber noch offen und bleibt einer Entscheidung des Staatsrats vorbehalten.

## Offizielles Sondergebiet
- Sondergebiet Liuzhi (六枝特区,  Liùzhī tèqū) in der Stadt Liupanshui, Provinz Guizhou
- Waldgebiet Shennongjia (神农架林区,  Shénnóngjià línqū) in der Provinz Hubei; Shennongjia ist direkt der Provinzregierung unterstellt.

## Halb-offizielle Sondergebiete
Die sieben "halb-offiziellen" Sondergebiete sind:
- vier Unterbezirke im Regierungsbezirk Großes Hinggan-Gebirge in der Provinz Heilongjiang:
  - Unterbezirk Jiagedaqi (加格达奇区);
  - Unterbezirk Songling (松岭区);
  - Unterbezirk Xinlin (新林区);
  - Unterbezirk Huzhong (呼中区);
- drei Verwaltungskomitees im Autonomen Bezirk Haixi der Mongolen und Tibeter in der Provinz Qinghai:
  - Verwaltungskomitee Da Qaidam (大柴旦行政委员会);
  - Verwaltungskomitee Lenghu (冷湖行政委员会);
  - Verwaltungskomitee Mangnai (茫崖行政委员会);

## Ehemalige Sondergebiete
- Die "Dienststelle der Xisha-, Nansha- und Zhongsha-Inseln" wurde am 24. Juli 2012 in die Stadt Sansha der Provinz Hainan umgewandelt.
- Der Sonderbezirk Shuanghu im tibetischen Regierungsbezirk Nagqu wurde im November 2012 in den Kreis Shuanghu (双湖县) umgewandelt.